# 평탄 가군
환론에서 평탄 가군(平坦加群, 영어: flat module 플랫 모듈[*])은 단사 가군 준동형에 텐서곱을 하여도 단사성이 보존되는 가군이다. 대수기하학에서 평탄 사상(平坦寫像, 영어: flat morphism)은 공역의 줄기가 정의역의 줄기의 평탄 가군이 되도록 하는 스킴 사상이다. 기하학적으로, 평탄 사상은 그 올들이 "연속적으로" 변한다는 것을 뜻한다. 임의의 스킴 사상에서는 올의 크룰 차원이나 힐베르트 다항식 등이 임의로 변할 수 있지만, 평탄성을 가정하면 이러한 성질들이 일정하다는 것을 보일 수 있다.

## 정의

### 평탄 가군
(곱셈 항등원을 가진) 환 {\displaystyle R} 위의 임의의 왼쪽 가군 {\displaystyle _{R}M}에 대하여, {\displaystyle _{R}M}과의 {\displaystyle R}-텐서곱으로 정의되는 가법 함자
{\displaystyle -\otimes _{R}M\colon \operatorname {Mod} _{R}\to \operatorname {Ab} }
{\displaystyle -\otimes _{R}M\colon N_{R}\mapsto N\otimes _{R}M}
는 일반적으로 오른쪽 완전 함자이지만, (양쪽) 완전 함자가 아닐 수 있다. (여기서 {\displaystyle \operatorname {Mod} _{R}}는 {\displaystyle R}-오른쪽 가군들의 범주이며, {\displaystyle \operatorname {Ab} }는 아벨 군들의 범주이다.)
(곱셈 항등원을 가진) 환 {\displaystyle R} 위의 왼쪽 가군 {\displaystyle _{R}M}에 대하여 다음 조건들이 서로 동치이며, 이를 만족시키는 왼쪽 가군을 평탄 왼쪽 가군(영어: flat left module)이라고 한다.
- {\displaystyle _{R}M}과의 {\displaystyle R}-텐서곱으로 정의되는 가법 함자 {\displaystyle -\otimes _{R}M\colon \operatorname {Mod} _{R}\to \operatorname {Ab} }는 완전 함자이다.[1]:122, Definition 4.0
- 임의의 두 {\displaystyle R}-오른쪽 가군 {\displaystyle N_{R}}, {\displaystyle N'_{R}} 및 임의의 단사 함수인 {\displaystyle R}-가군 준동형 {\displaystyle f\colon N\to N'}에 대하여, {\displaystyle f\otimes M\colon N\otimes _{R}M\to N'\otimes _{R}M}은 단사 함수인 군 준동형이다.[1]:122, Definition 4.0 (이는 완전 함자의 정의를 그대로 풀어 쓴 것에 불과하다.)
- 임의의 {\displaystyle R}-오른쪽 가군 {\displaystyle N_{R}}에 대하여, {\displaystyle \operatorname {Tor} _{1}^{R}(N,M)=0}이다. (여기서 {\displaystyle \operatorname {Tor} }는 Tor 함자이다.)
- 임의의 {\displaystyle R}-유한 생성 오른쪽 아이디얼 {\displaystyle {\mathfrak {A}}_{R}=Rr_{1}+\cdots +Rr_{k}}에 대하여, {\displaystyle \operatorname {Tor} _{1}^{R}({\mathfrak {A}},M)=0}이다.
- 임의의 {\displaystyle R}-오른쪽 아이디얼 {\displaystyle _{R}{\mathfrak {A}}}에 대하여, 자연스러운 포함 사상 {\displaystyle {\mathfrak {A}}\otimes _{R}M\to {\mathfrak {A}}M}은 아벨 군의 동형 사상이다.[1]:125, Theorem 4.12
- 임의의 유한 생성 {\displaystyle R}-오른쪽 아이디얼 {\displaystyle _{R}{\mathfrak {A}}=Rr_{1}+Rr_{2}+\cdots +Rr_{k}}에 대하여, 자연스러운 포함 사상 {\displaystyle {\mathfrak {A}}\otimes _{R}M\to {\mathfrak {A}}M=Rr_{1}M+Rr_{2}M+\cdots +Rr_{k}M}은 아벨 군의 동형 사상이다.[1]:125, Theorem 4.12
- {\displaystyle R}-오른쪽 가군 {\displaystyle \hom _{\mathbb {Z} }(M,\mathbb {Q} /\mathbb {Z} )}이 {\displaystyle R}-단사 오른쪽 가군이다.[1]:125, Theorem 4.9[2]
- 꼬임 없는 왼쪽 가군이며, 임의의 오른쪽 아이디얼 {\displaystyle {\mathfrak {A}}_{R},{\mathfrak {B}}_{R}\subseteq R}에 대하여, {\displaystyle {\mathfrak {A}}M\cap {\mathfrak {B}}M=({\mathfrak {A}}\cap {\mathfrak {B}})M}이다.[3]:84, Proposition 2.8.5
- 꼬임 없는 왼쪽 가군이며, 임의의 유한 생성 오른쪽 아이디얼 {\displaystyle {\mathfrak {A}}_{R},{\mathfrak {B}}_{R}\subseteq R}에 대하여, {\displaystyle {\mathfrak {A}}M\cap {\mathfrak {B}}M=({\mathfrak {A}}\cap {\mathfrak {B}})M}이다.[3]:84, Proposition 2.8.5
- 임의의 유한 표시 가군 {\displaystyle _{R}N} 및 {\displaystyle R}-가군 준동형 {\displaystyle f\colon N\to M}에 대하여, {\displaystyle f=h\circ g}가 되는 유한 생성 자유 왼쪽 가군 {\displaystyle _{R}R^{n}}과 {\displaystyle R}-가군 준동형 {\displaystyle g\colon N\to R^{n}}과 {\displaystyle R}-가군 준동형 {\displaystyle h\colon R^{n}\to M}이 존재한다.[1]:Theorem 4.32
- (평탄성의 방정식적 조건 영어: equational criterion for flatness) 임의의 자연수 {\displaystyle m,n\in \mathbb {N} } 및 {\displaystyle R}-계수 {\displaystyle m\times n}-행렬 {\displaystyle T\in \operatorname {Mat} (m,n;R)} 및 {\displaystyle M}-계수 {\displaystyle n}-벡터 {\displaystyle {\vec {u}}\in M^{n}}에 대하여, 만약 {\displaystyle T{\vec {u}}={\vec {0}}\in R^{m}}이라면, {\displaystyle {\vec {u}}=U{\vec {u}}'}이며 {\displaystyle TU=0\in \operatorname {Mat} (m,n';R)}이 되는 자연수 {\displaystyle n'\in \mathbb {N} } 및 {\displaystyle M}-계수 {\displaystyle n'}-벡터 {\displaystyle {\vec {u}}'\in M^{n'}} 및 {\displaystyle n\times n'}-행렬 {\displaystyle U\in \operatorname {Mat} (n,n';R)}가 존재한다.[1]:130, Theorem 4.24(3)
- (위 조건과 같지만, 항상 {\displaystyle m=1}인 경우)[1]:130, Theorem 4.24(2)
- (라자르-고보로프 조건 영어: Lazard–Govorov criterion) {\displaystyle R}-유한 생성 자유 왼쪽 가군들의 ({\displaystyle R}-왼쪽 가군 범주 속에서의) 귀납적 극한이다.[1]:134, Theorem 4.34[4][5]

여기서
{\displaystyle {\mathfrak {A}}M=\{a_{1}m_{1}+a_{2}m_{2}+\cdots +a_{k}m_{k}\colon k\in \mathbb {N} ,\;{\vec {a}}\in {\mathfrak {A}}^{k},\;{\vec {m}}\in M^{k}\}}
이며, 꼬임 없는 왼쪽 가군 {\displaystyle _{R}M}은 임의의 {\displaystyle r\in R}에 대하여 {\displaystyle \operatorname {Tor} _{1}^{R}(R/rR,M)=0}인 것이다.
마찬가지로 평탄 오른쪽 가군(영어: flat right module)의 개념을 정의할 수 있다. 그 정의는 평탄 왼쪽 가군의 정의에서  "오른쪽 완전 함자"를 제외한 나머지에서 왼쪽·오른쪽을 바뀌어 얻는다. (완전 함자에서 왼쪽·오른쪽은 짧은 완전열의 왼쪽·오른쪽에 대한 것이므로, 왼쪽 가군·오른쪽 가군의 관계와 무관하다.)
위의 서로 동치인 조건들 가운데, "아이디얼 {\displaystyle {\mathfrak {a}}}에 대하여 {\displaystyle {\mathfrak {a}}\otimes _{R}M\cong {\mathfrak {a}}M}"인 것은 (가환환의 경우) 다음과 같이 대수기하학적으로 해석할 수 있다.
- 가군 {\displaystyle M}은 아핀 스킴 {\displaystyle X=\operatorname {Spec} R} 위의 준연접층을 정의한다.
- 아이디얼 {\displaystyle {\mathfrak {a}}}는 {\displaystyle X}의 닫힌 부분 스킴 {\displaystyle Z=\operatorname {Spec} (R/{\mathfrak {a}})\to \operatorname {Spec} R=X}를 정의한다.
- 준연접층 {\displaystyle M}을 닫힌 부분 스킴 {\displaystyle Z}로 제한할 경우 얻는 준연접층은 몫가군 {\displaystyle M\otimes _{R}(R/{\mathfrak {a}})=M/{\mathfrak {a}}M}이다. (이는 임의의 가군에 대하여 성립한다.) 즉, {\displaystyle {\mathfrak {a}}M}은 {\displaystyle Z}에서 0이 되는 가군의 단면들로 생각할 수 있다.
- 일반적으로, {\displaystyle {\mathfrak {a}}\otimes _{R}M\to {\mathfrak {a}}M}은 전사 함수이지만 전단사 함수가 아니다. 즉, {\displaystyle M}을 {\displaystyle Z}로 제한할 때, {\displaystyle Z}에서 0이 되는 단면들은 단순히 {\displaystyle {\mathfrak {a}}\otimes _{R}M}이 아니라, 이들 사이에 추가 관계들이 발생한다.
- 즉, {\displaystyle M}이 평탄 가군이라는 것은 임의의 아핀 닫힌 부분 스킴 {\displaystyle Z}에 대하여, {\displaystyle Z}에서 0이 되는 단면들이 "자명한" 경우이다.

위의 서로 동치인 조건들 가운데, 평탄성의 방정식적 조건은 대략 다음과 같이 생각할 수 있다.
| “ | 말하자면, [평탄 가군의 방정식적 조건]은 가군 P에 존재하는 선형 관계가 항상 R에 존재하는 선형 관계로부터 유도됨을 뜻한다. In a manner of speaking, [the equational criteria for flatness] express the fact that linear relations in [the module] P are consequences of linear relations in [the ring] R. | ” |
|   | — :130, §4C |   |

### 평탄 가군층
평탄 가군의 개념은 평탄 가군층(영어: flat sheaf of modules, 平坦加群層)으로 일반화된다. 환 달린 공간 {\displaystyle (X,{\mathcal {O}}_{X})} 위의 가군층의 아벨 범주를 {\displaystyle \operatorname {Mod} _{{\mathcal {O}}_{X}}}라고 하자. {\displaystyle (X,{\mathcal {O}}_{X})}-가군층 {\displaystyle {\mathcal {F}}}가 주어졌을 때, 만약 가법 함자
{\displaystyle \operatorname {Mod} _{{\mathcal {O}}_{X}}\to \operatorname {Mod} _{{\mathcal {O}}_{X}}}
{\displaystyle {\mathcal {G}}\mapsto {\mathcal {G}}_{{\mathcal {O}}_{X}}{\mathcal {F}}}
가 완전 함자라면, {\displaystyle M}을 평탄 가군층이라고 한다.

### 평탄 사상
두 가환환 {\displaystyle R}, {\displaystyle S} 사이의 평탄 준동형(영어: flat homomorphism) {\displaystyle f\colon R\to S}는 이로 인하여 {\displaystyle S}가 {\displaystyle R}의 평탄 가군이 되게 만드는 환 준동형이다.
두 스킴 {\displaystyle X}, {\displaystyle Y} 사이의 평탄 스킴 사상(영어: flat morphism of schemes) {\displaystyle f\colon X\to Y}는 임의의 {\displaystyle p\in X}에 대하여 구조층의 줄기인 국소환의 준동형
{\displaystyle f_{p}^{\#}\colon {\mathcal {O}}_{Y,f(p)}\to {\mathcal {O}}_{X,p}}
이 평탄 준동형인 스킴 사상이다.:5, (IV.2.1.1):254

## 성질
{\displaystyle R}가 (곱셈 항등원을 가진) 가환환이며, {\displaystyle M}이 {\displaystyle R}-가군이라고 하자. 그렇다면, 다음 두 조건들이 서로 동치이다.
- {\displaystyle M}은 평탄 가군이다.
- (평탄성의 국소성) {\displaystyle R}의 모든 소 아이디얼 {\displaystyle {\mathfrak {p}}\in \operatorname {Spec} R}에 대하여, 가군의 국소화 {\displaystyle M_{\mathfrak {p}}}는 {\displaystyle R_{\mathfrak {p}}}에 대하여 평탄 가군이다.

### 함의 관계
다음이 성립한다.
- 모든 사영 왼쪽 가군은 평탄 왼쪽 가군이다. 반대로, 모든 왼쪽 완전환 위의 모든 평탄 왼쪽 가군은 사영 왼쪽 가군이다.
- 모든 평탄 왼쪽 가군은 꼬임 없는 왼쪽 가군이다. 반대로, 오른쪽 베주 환 위의 모든 꼬임 없는 왼쪽 가군은 평탄 왼쪽 가군이다. (※왼쪽이 아니라 오른쪽 베주 환인 것에 주의)

### 평탄 사상
평탄 사상들의 합성은 평탄 사상이다.:Corollaire 2.1.6
평탄 사상은 밑 변환에 대하여 불변이다.:(IV.2.1.4), Corollaire IV.2.2.13(i):254, Proposition III.9.2(b) 즉, 평탄 사상 {\displaystyle f\colon X\to Y} 및 {\displaystyle g\colon Y'\to Y}가 주어졌을 때, 올곱 {\displaystyle f\times g\colon X\times _{Y}Y'\to Y'}은 평탄 사상이다.

#### 함의 관계
다음과 같은 함의 관계가 성립한다.
스킴 사상 ⊇ 평탄 사상 ⊇ 국소 유한 표시 사상 ∩ 평탄 사상 ⊇ 매끄러운 사상 ⊇ 평탄 사상 ∩ 비분기 사상 = 매끄러운 사상 ∩ 비분기 사상 = 에탈 사상  ⊇ 열린 몰입

#### 평탄성의 일반성
다음과 같은 데이터가 주어졌다고 하자.
- {\displaystyle X}는 국소 뇌터 스킴이다.
- {\displaystyle Y}는 정역 스킴이자 국소 뇌터 스킴이다.
- {\displaystyle f\colon X\to Y}는 유한형 사상이다.

그렇다면 다음이 성립한다.:Théorème IV.6.9.1
- 공집합이 아닌 어떤 열린집합 {\displaystyle U\subseteq Y}에 대하여, {\displaystyle f|_{f^{-1}(U)}\colon f^{-1}(U)\to Y}는 평탄 사상이다.

이를 평탄성의 일반성(영어: genericity of flatness)이라고 하며, 평탄성의 가장 중요한 성질 가운데 하나이다. 이는 알렉산더 그로텐디크가 데비사주(프랑스어: dévissage)를 통하여 증명하였다.

#### 올의 차원과 힐베르트 다항식의 일정성
다음과 같은 데이터가 주어졌다고 하자.
- {\displaystyle X}는 국소 뇌터 스킴이다.
- {\displaystyle Y}는 국소 뇌터 스킴이다.
- {\displaystyle f\colon X\to Y}는 평탄 사상이다.

그렇다면, 다음이 성립한다.:Corollaire IV.6.1.2
- {\displaystyle \forall x\in X\colon \quad \dim {\mathcal {O}}_{X,x}=\dim {\mathcal {O}}_{Y,f(x)}+\dim {\mathcal {O}}_{f^{-1}(f(x)),x}}

다음과 같은 데이터가 주어졌다고 하자.
- {\displaystyle X}는 코언-매콜리 국소 뇌터 스킴이다.
- {\displaystyle Y}는 정칙 국소 뇌터 스킴이다.
- {\displaystyle f\colon X\to Y}는 스킴 사상이다.

그렇다면, 다음 두 조건이 서로 동치이다.:Corollaire IV.6.1.5
- {\displaystyle f}는 평탄 사상이다.
- {\displaystyle \forall x\in X\colon \quad \dim {\mathcal {O}}_{X,x}=\dim {\mathcal {O}}_{Y,f(x)}+\dim {\mathcal {O}}_{f^{-1}(f(x)),x}}

따라서, 평탄성은 올의 차원이 국소적으로 일정하다는 것과 (적절한 조건 아래) 동치이다.
정역 뇌터 스킴 {\displaystyle S}에 의하여 매개화되는 사영 스킴의 족 {\displaystyle X}를 생각하자. 즉, 사영 공간 {\displaystyle \mathbb {P} _{S}^{n}}의 닫힌 부분 스킴
{\displaystyle X\subseteq \mathbb {P} _{S}^{n}}
를 생각하자. 여기에 구조 사상 {\displaystyle \mathbb {P} _{S}^{n}\to S}을 합성하여,
{\displaystyle f\colon X\to S}
를 정의할 수 있다. 그렇다면 {\displaystyle s\in S}에 대하여 {\displaystyle f^{-1}(s)}는 {\displaystyle \mathbb {P} _{k(s)}^{n}} 속의 닫힌 부분 스킴을 이룬다. 이 경우, 다음 두 조건이 서로 동치이다.:261, Theorem III.9.9
- {\displaystyle f}는 평탄 사상이다.
- 모든 점에서 힐베르트 다항식들이 같다. 즉, {\displaystyle s\mapsto \operatorname {HP} f^{-1}(s)}는 상수 함수이다.

## 예
(곱셈 항등원을 가진) 가환환 {\displaystyle R}의, 임의의 곱셈에 대하여 닫힌 부분집합 {\displaystyle S\subseteq R}에 대한 국소화 {\displaystyle S^{-1}R}는 {\displaystyle R}-평탄 가군이다.
정수환은 데데킨트 환이므로, 아벨 군이 {\displaystyle \mathbb {Z} }-평탄 가군인 것은 꼬임 부분군이 자명군인 것과 동치이다. 따라서, 순환군 {\displaystyle \mathbb {Z} /n}은 평탄 {\displaystyle \mathbb {Z} }-가군이 아니다. 예를 들어, {\displaystyle n\cdot \colon \mathbb {Z} \to \mathbb {Z} }는 단사 함수이지만, {\displaystyle \mathbb {Z} /n}과의 텐서곱을 취하면 {\displaystyle \mathbb {Z} /n\to \mathbb {Z} /n}은 더 이상 단사 함수가 아니다.

### 매끄럽지 않은 평탄 사상
체 {\displaystyle K} 위의 스킴의 족
{\displaystyle \operatorname {Spec} K[x,y,t]/(xy-t)\twoheadrightarrow \operatorname {Spec} K[t]}
를 생각하자. 이 경우, {\displaystyle t\neq 0}에서는 올이 아핀 타원 곡선 {\displaystyle y=x/t}이지만, {\displaystyle t=0}에서 올은 두 아핀 직선(x축과 y축)의 합집합으로 퇴화하게 된다. 따라서 이는 매끄러운 사상이 아니지만, 이는 평탄 사상을 이룬다.

### 평탄 사상이 아닌 사상
체 {\displaystyle K} 위의 스킴의 족
{\displaystyle \operatorname {Spec} [x,t]/(t(x-1))\twoheadrightarrow \operatorname {Spec} K[t]}
를 생각하자. 이 경우, {\displaystyle t\neq 0}에서 올은 한 점으로 구성되지만, {\displaystyle t=0}에서 올은 아핀 직선을 이룬다. 이에 따라 이는 평탄 사상이 아니다.
다른 예로, 결절점을 가진 삼차 대수 곡선 {\displaystyle C}을 생각하자.:258, Example III.9.7.1 대수 곡선의 특이점은 정규화로 해소되며, 그 정규화를 {\displaystyle {\tilde {C}}}라고 하자. 그렇다면 표준적인 사상 {\displaystyle \pi \colon {\tilde {C}}\to C}가 존재한다. 이는 비분기 사상이지만 평탄 사상이 아니며, 따라서 에탈 사상이 아니다. 평탄성의 실패는 결절점 밖에서는 올이 한 점으로 구성되지만, 결절점에서는 올이 갑자기 ("불연속적으로") 두 개의 점으로 바뀌기 때문이다.

## 역사
평탄성의 개념은 장피에르 세르가 1956년 논문에서 도입하였다.:34, Définition 3 이 논문에서 세르는 복소수체 위의 대수다양체 {\displaystyle X}의 해석화 {\displaystyle X^{\operatorname {an} }}가 주어졌을 때, {\displaystyle X^{\operatorname {an} }}의 구조층의 줄기는 {\displaystyle X}의 구조층의 줄기 위의 평탄 가군을 이룸을 보였다. 이후 알렉산더 그로텐디크는 평탄성이 대수기하학에서 매우 중요함을 알아차렸고, 이를 《대수기하학 원론》에서 널리 사용하였다.
데이비드 멈퍼드는 평탄성에 대하여 다음과 같이 적었다.
| “ | 평탄성의 개념은 대수학에서 출현하는 수수께끼지만, 이는 (기하학에서의) 수많은 문제에 대한 기술적인 정답이다. The concept of flatness is a riddle that comes out of algebra, but which technically is the answer to many prayers. | ” |
|   | — :214, §III.10 |   |

마찬가지로, 로빈 하츠혼은 평탄성에 대하여 다음과 같이 적었다.
| “ | 대수다양체나 스킴의 대수적 족의 개념은 여러 모로 유용하다. 이러한 족의 가장 간단한 정의는 그냥 스킴 사상의 올들을 취하는 것이다. 그러나 이 개념이 잘 작동하려면 족에서 올의 차원 따위의 수치적 불변량들이 일정하여야 한다. 만약 체 위의 비특이 (또는 심지어 정규) 대수다양체들을 다룰 경우, 이러한 간단한 정의도 잘 작동한다. […] 그러나 비정규 대수다양체나 더 일반적인 스킴의 경우, 간단한 정의는 잘 작동하지 않는다. 따라서, 평탄한 족(즉, 평탄 사상의 올들로 구성된 족)을 고려하게 되며, 이는 잘 작동한다. 왜 평탄성이라는 대수적 조건을 구조층에 적용하면 족의 정의가 잘 작동하는지는 미스터리다. For many reasons it is important to have a good notion of an algebraic family of varieties or schemes. The most naive definition would be just to take the fibres of a morphism. To get a good notion, however, we should require that certain numerical invariants remain constant in a family, such as the dimension of the fibres. It turns out that if we are dealing with nonsingular (or even normal) varieties over a field, then the naive definition is already a good one. […] On the other hand, if we deal with nonnormal varieties, or more general schemes, the naive definition will not do. So we consider a flat family of schemes, which means the fibres of a flat morphism, and this is a very good notion. Why the algebraic condition of flatness on the structure sheaves should give a good definition of a family is something of a mystery. | ” |
|   | — :256 |   |

## 같이 보기
- 평탄 사상
- 절대평탄환

## 참고 문헌
1. 1 2 3 4 5 6 7 8 9 10  Lam, Tsit-Yuen (1999). 《Lectures on modules and rings》. Graduate Texts in Mathematics (영어) 189. Springer-Verlag. doi:10.1007/978-1-4612-0525-8. ISBN 978-0-387-98428-5. MR 1653294.
2. ↑  Lambek, Joachim (1964년 4월). “A module is flat if and only if its character module is injective”. 《Canadian Mathematical Bulletin》 (영어) 7 (2): 237–243. doi:10.4153/CMB-1964-021-9.
3. 1 2  Tuganbaev, Askar. 《Rings close to regular》. Mathematics and its Applications (영어) 545. Springer-Verlag. doi:10.1007/978-94-015-9878-1. ISBN 978-90-481-6116-4.
4. ↑  Lazard, Daniel (1964). “Sur les modules plats”. 《Comptes rendus hebdomadaires des séances de l’Académie des sciences》 (프랑스어) 258: 6313–6316. MR 0168625.
5. ↑  Говоров, В. Е. (1965년 3월). “О плоских модулях”. 《Сибирский Математический Журнал》 (러시아어) 6 (2): 300–304. ISSN 0037-4474. Zbl 0156.27104.
6. 1 2 3 4 5 6  Grothendieck, Alexandre; Dieudonné, Jean (1965). “Éléments de géométrie algébrique: IV. Étude locale des schémas et des morphismes de schémas, Seconde partie”. 《Publications Mathématiques de l’IHÉS》 (프랑스어) 24. doi:10.1007/bf02684322. ISSN 0073-8301. MR 0199181. 2016년 3월 3일에 원본 문서에서 보존된 문서. 2015년 8월 17일에 확인함.
7. 1 2 3 4 5  Hartshorne, Robin (1977). 《Algebraic geometry》. Graduate Texts in Mathematics (영어) 52. Springer. doi:10.1007/978-1-4757-3849-0. ISBN 978-0-387-90244-9. ISSN 0072-5285. MR 0463157. Zbl 0367.14001.
8. ↑  Serre, Jean-Pierre (1956). “Géométrie algébrique et géométrie analytique”. 《Annales de l’Institut Fourier》 (프랑스어) 6: 1–42. doi:10.5802/aif.59. ISSN 0373-0956. MR 0082175.
9. ↑  Mumford, David (1999). 《The red book of varieties and schemes》. Lecture Notes in Mathematics (영어) 1358 2판. Springer-Verlag. doi:10.1007/b62130. ISBN 978-3-540-63293-1. ISSN 1617-9692. MR 1748380. Zbl 0945.14001.